# Primera categoria del Campionat de Catalunya de futbol 1907-1908
Resultats de la lliga de Primera categoria del Campionat de Catalunya de futbol 1907-1908.

## Sistema de competició
La Primera categoria d'aquesta temporada s'anomenà de sèniors i es jugaren en paral·lel dos campionats, el dels primers bàndols i el dels segons. Per al de primers, del qual tracta aquest article, s'inscrigueren 5 equips: X Sporting Club, Foot-ball Club Barcelona, Foot-ball Club Espanya, Català Sport Club i Athletic Club Galeno, segons els noms de l'època. El Galeno es retirà abans de començar la competició i la lliga quedava finalment amb quatre equips. L'Espanya seguia sense tenir camp propi i els partits com a local els jugà igualment en el del contrincant que pertocava. Per segon any consecutiu hi hagué polèmica entre els clubs X i Barcelona per decidir-ne el campió.

## Classificació
| Pos | Equip               | PJ | PG | PE | PP | GF | GC | DG  | Pts | Classificació |     | X Sporting Club | Futbol Club Barcelona | Futbol Club Espanya | Català Futbol Club | Athletic Club Galeno |
| --- | ------------------- | -- | -- | -- | -- | -- | -- | --- | --- | ------------- | --- | --------------- | --------------------- | ------------------- | ------------------ | -------------------- |
| 1   | X Sporting Club (C) | 6  | 5  | 0  | 1  | 14 | 6  | +8  | 10  | Campió        |     | —               | 1–0                   | 1–0                 | 4–2                |                      |
| 2   | FC Barcelona        | 6  | 4  | 1  | 1  | 18 | 6  | +12 | 9   |               |     | 3–2             | —                     | 6–0                 | 3–1                |                      |
| 3   | FC Espanya          | 6  | 1  | 1  | 4  | 5  | 12 | −7  | 3   |               | 0–3 | 1–1             | —                     | (n/p)               |                    |                      |
| 4   | Català SC           | 6  | 1  | 0  | 5  | 6  | 19 | −13 | 2   |               | 1–3 | 1–5             | 1–4                   | —                   |                    |                      |
| 5   | AC Galeno           | 0  | 0  | 0  | 0  | 0  | 0  | 0   | 0   | (Nota)        |     |                 |                       |                     |                    | —                    |

## Resultats
| Jornada | Data           | Local     |   | Visitant  |       | Resultat |       |
| ------- | -------------- | --------- | - | --------- | ----- | -------- | ----- |
| 1       | 19 gener 1908  | Espanya   | - | Barcelona | 1     | -        | 1     |
| 2       | 26 gener 1908  | Català    | - | X         | 1     | -        | 3     |
| 3       | 2 febrer 1908  | X         | - | Espanya   | 1     | -        | 0     |
| 4       | 9 febrer 1908  | Català    | - | Espanya   | 1     | -        | 4     |
| 5       | 16 febrer 1908 | Barcelona | - | X         | 3     | -        | 2     |
| 6       | 23 febrer 1908 | Barcelona | - | Català    | 3     | -        | 1     |
| 6       | 23 febrer 1908 | Espanya   | - | X         | 0     | -        | 3     |
| 7       | 29 març 1908   | Català    | - | Barcelona | 1     | -        | 5     |
| 8       | 8 març 1908    | X         | - | Català    | 4     | -        | 2     |
| 8       | 8 març 1908    | Barcelona | - | Espanya   | 6     | -        | 0     |
| 9       | 15 març 1908   | Espanya   | - | Català    | (n/p) | (n/p)    | (n/p) |
| 10      | 22 març 1908   | X         | - | Barcelona | 1     | -        | 0     |
|         |                |           |   |           |       |          |       |

Nota
- Jornades 9 i 10: arran d'un malentès amb el Català (que no es presentà al camp de la Bonanova) i de divergències amb la Federació (formada majoritàriament per gent de l'X Sporting Club) l'Espanya es retirà del concurs amb la intenció que els seus partits fossin declarats nuls i així afavorir el Barcelona que, encara que perdés el darrer partit amb l'X, quedaria empatat amb aquest a la classificació, i tindria una altra oportunitat en un desempat.[3] Però el Català reclamà els dos punts del partit no celebrat amb l'Espanya i la Federació increïblement se'ls concedí —tot i ser el Català l'equip no presentat— alhora que denegava la renúncia i legitimava tots els altres partits jugats per l'Espanya.[4] Ja en el darrer partit l'X guanyava al Barcelona i es proclamava campió de Catalunya per tercer cop consecutiu.[5]

## Golejadors
| Gols |                 |              |
| ---- | --------------- | ------------ |
| 3    | Charles Wallace | FC Barcelona |
| 3    | Carles Comamala | FC Barcelona |
| 2    | Berdié          | FC X         |
| 1    | Pere Molins     | FC X         |
| 1    | Josep Quirante  | FC Barcelona |
|      |                 |              |

Nota
- Només hi ha dades de gols marcats per l'X i el Barcelona.